# التا سایرا (کالیفرنیا)
التا سایرا، کالیفرنیا (به انگلیسی: Alta Sierra, California) یک منطقهٔ مسکونی در ایالات متحده آمریکا است که در کالیفرنیا واقع شده‌است.

## خصوصیات
التا سایرا ۲۱٫۵۹۴ کیلومترمربع مساحت و ۶٬۹۱۱ نفر جمعیت دارد و ۷۰۴ متر بالاتر از سطح دریا واقع شده‌است.